# 卡揚埃爾島
卡揚埃爾島是帛琉的環礁，位於梅萊凱奧克以北70公里的太平洋海域，屬於卡揚埃爾環礁的一部分，長2.57公里、寬0.5公里，面積0.98平方公里，最高點海拔高度4米，2005年人口僅188。